# 한문철
한문철(韓文哲, 1961년 9월 6일~)은 대한민국의 검사 출신 변호사이다. 법률사무소 스스로닷컴의 대표변호사이다.
《한문철의 블랙박스 리뷰》(한블리, 2022~)에 출연 중이다.

## 논란
서울지검에서 검사로 있던 1991년 5월 수갑을 채워 구치감에 입감했던 사기 피의자를 사법연수원 동기 변호사 부탁을 받아 석방하고 무혐의 처분한 것이 드러나 1992년 8월 면직되었다.

## 출신 학교
- 1980년 마산고등학교 졸업
- 1985년 서울대학교 법학 학사
- 서울대학교 대학원 법학 석사과정 수료

## 주요 경력
- 1985년: 제27회 사법시험 합격
- 1988년: 사법연수원 17기 수료
- 1988년~1991년: 공군법무관
- 1991년~1992년: 서울지방검찰청 검사
- 1992년~: 변호사
- 1995년~2000년: 전국버스공제조합 교통사고 소송 변호사
- 2003년~: 법률사무소 스스로닷컴 대표변호사
- 2005년 1월~2007년 12월: 도로교통공단 교통사고종합분석센터 지도자문위원
- 2011년 3월~2013년 2월: 도로교통공단 정보공개심의회 위원
- 2011년 8월~2013년 7월: 서울지방변호사회 공익소송특별위원회 위원
- 2012년 6월~2016년 10월: 법제처 교통분야 국민법제관
- 2013년 4월~2015년 4월: 서울지방경찰청 운전면허 행정처분 이의심의 위원
- 2013년 8월~2016년 3월: 서울중앙지방법원 조정위원
- 2015년 2월~2017년 2월: 대한변호사협회 전문분야등록심사위원회 위원
- 2016년 11월~2018년 11월: 대한민국 국립경찰 명예경감
- 2018년 3월: 금융감독원 금융분쟁조정위원회 전문위원
- 2018년 3월~2019년 2월: 성균관대학교 법학전문대학원 초빙교수
- 2019년 1월: 경찰청 법률자문단 위원
- 2022년 2월~2023년 2월: 동양대학교 스마트모빌리티학과 초빙교수
- 주식회사 한문철TV스토어 이사
- (주)한문철TV 대표이사

## 저서
- 《감정평가사 민법 - 총칙.물권, 주.객관식》(서울고시각, 1990년) ISBN 2003297000379
- 《민법 - 총칙.물권》(서울고시각, 1990년) ISBN 2003297001093
- 《민사소송법 - 주.객관식》(서울고시각, 1990년) ISBN 2003297001154
- 《물권법 핵심정리》(정문사, 1990년) ISBN 2005788000295
- 《민법총칙 정해 - 객관식》(정문사, 1992년) ISBN 2005788000356
- 《민법 - 주.객관식》(서울고시각, 1993년) ISBN 2003297001086
- 《고소장·내용증명의 법률지식》(청림출판, 1993년) ISBN 8935200093
- 《7급 행정법 - 주.객관식》(서울고시각, 1994년) ISBN 2003297000195
- 《행정법 - 주.객관식 7급》(서울고시각, 1995년) ISBN 2003297002151
- 《민법연습(상) - 객관식혁신》(형설출판사, 1995년) ISBN 2008288007634
- 《민법연습(하) - 객관식혁신》(형설출판사, 1995년) ISBN 2008288021951
- 《행정법 - 7급공무원》(서울고시각, 1996년) ISBN 2003297002137
- 《민법》(서울고시각, 1996년) ISBN 2003297002601
- 《채권법 핵심정리》(정문사, 1996년) ISBN 2005788000691
- 《민법총칙 핵심정리》(정문사, 1996년) ISBN 2005788000363
- 《신형사정책 - 총정리 객관식》(정문사, 1997년) ISBN 2005788000998
- 《민법 - 7급》(서울고시각, 1999년) ISBN 2003297003271
- 《교통사고의 법률지식 5》(청림출판사, 2000년) ISBN 9788935200054
- 《교통사고현장 대처법부터 소송절차 마무리까지》(청림출판, 2001년) ISBN 9788935204557
- 《맥 민법》(서울고시각, 2002년) ISBN 9788952600738
- 《맥 민사소송법》(서울고시각, 2002년) ISBN 9788952600745
- 《교통사고 클리닉》(청림출판, 2005년) ISBN 9788935206162
- 《자동차 알고 타십니까》(허브미디어, 2006년) ISBN 9788995846308
- 《한문철 변호사의 교통사고 퀴즈백과》(허브미디어, 2008년) ISBN 9788995846315
- 《한문철 변호사의 교통사고 100% 보상받기》(허브미디어, 2011년) ISBN 9788995846339
- 《만화로 엮은 한문철 변호사의 교통사고 앗 차차》(허브미디어, 2012년) ISBN 9788996865902
- 《대한민국 음주운전 추방 프로젝트 - 만화 굿바이 음주운전》(허브미디어, 2013년) 글 한문철, 그림 임동제 ISBN 9788996865926
- 《한문철의 어린이 교통안전 1 - 어린이가 스스로 안전을 지키는 그날까지》(다산어린이, 2023) 유경원 글, 파키나미 그림, 한문철 감수 ISBN 9791130696928

## 방송
- 《YTN FM 생활법률 945》(YTN FM, 2008년)
- 《앗 차차》(MBN 매일경제TV, 2009년~2011년)
- 《뉴스와이드 활》(TV조선, 2012년~2013년)
- 《아궁이》(MBN, 2013년)
- 《모닝와이드》(SBS, 2013년~2014년)
- 《위기탈출 넘버원》(KBS, 2014년)
- 《교통사고 솔루션》(한국교통방송, 2015년~2020년)
- 《맨 인 블랙박스》(SBS, 2016년)
- 《아침마당》(고급정보열전 KBS, 2016년)
- 《생방송 아침이 좋다 - 한문철의 블랙박스》 (KBS2, 2016년~)
- 《한문철의 블랙박스 몇 대 몇》 (SBS Biz, 2017년~)
- 《행복한 아침》 (채널A, 2019년 2월 22일)
- 《한문철의 블랙박스 리뷰》(한블리) (JTBC, 2022년 9월 22일~현재)

## CF
- 삼양사 큐원 상쾌환 (With 혜리)
- 넥슨 FIFA 온라인 4
- DB손해보험 참좋은 운전자상해보험 '한문철의 초기대응플랜'

## 뮤직비디오
- 2006년 박군 - 유턴하지마